# Bernhard Seifert
Pour les articles homonymes, voir Seifert.
Bernhard Seifert (né le 15 février 1993) est un athlète allemand, spécialiste du lancer du javelot. 

## Biographie
Il se classe sixième des championnats d'Europe juniors 2011 et quatrième des championnats du monde juniors 2012. En 2013, il remporte la médaille d'argent des championnats d'Europe espoirs, à Tampere en Finlande, en portant son record personnel à 82,42 m.

## Palmarès
| Date | Compétition                          | Lieu      | Résultat | Marque  |
| ---- | ------------------------------------ | --------- | -------- | ------- |
| 2011 | Championnats d'Europe juniors        | Tallinn   | 6e       | 75,45 m |
| 2012 | Championnats du monde juniors        | Barcelone | 4e       | 75,84 m |
| 2013 | Championnats d'Europe espoirs        | Tampere   | 2e       | 82,42 m |
| 2015 | Championnats d'Europe espoirs        | Tallinn   | 3e       | 80,57 m |
| 2018 | Coupe d'Europe hivernale des lancers | Leiria    | 2e       | 80,62 m |

### Records
| Épreuve           | Performance | Lieu    | Date            |
| ----------------- | ----------- | ------- | --------------- |
| Lancer du javelot | 82,42 m     | Tampere | 12 juillet 2013 |